# Pueblo (nederzetting)

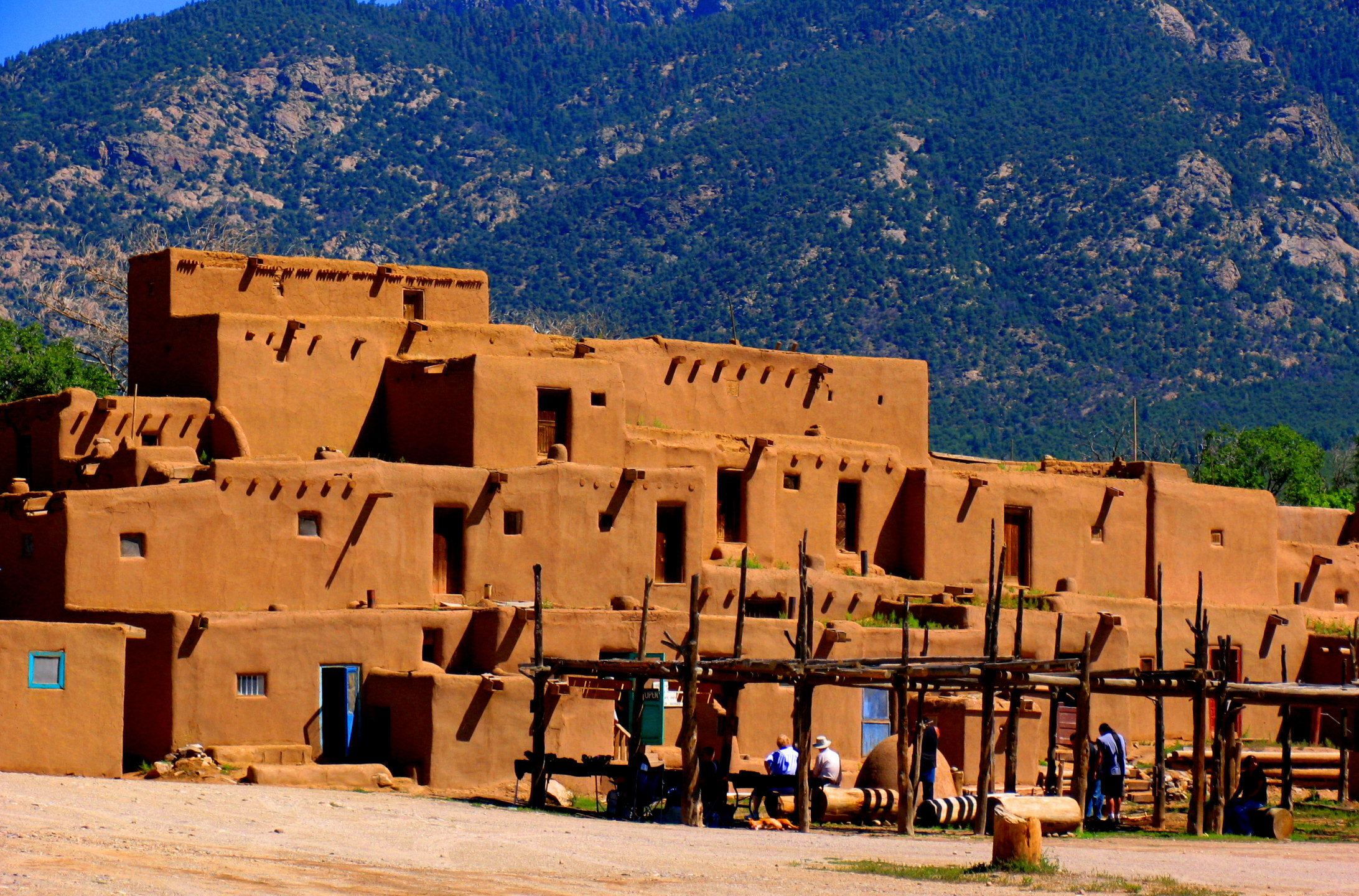
Een pueblo vlak bij Taos (New Mexico).

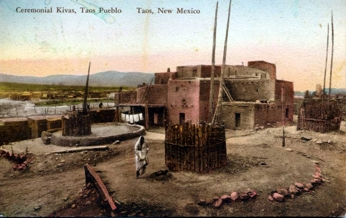
Dezelfde pueblo rond 1920.

Pueblo's zijn historische gemeenschappen en nederzettingen in het zuidwesten van de Verenigde Staten. Pueblo's worden gekarakteriseerd door huizen met Mexicaanse en Spaanse invloeden, met voornamelijk kleien gebouwen gekleurd in de pasteltinten okergeel en wit. De huizen zelf worden veelal ook pueblo's genoemd, hoewel in de meeste pueblonederzettingen maar een gering aantal van deze huizen bewaard zijn gebleven.

## Etymologie
Pueblo is een Castiliaans woord, geëvolueerd uit het Latijnse woord populus, dat "volk" betekent.

## Ontstaan

### Spanje
Op de Spaanse hoogvlakten bestonden en bestaan nog steeds vele pueblonederzettingen. Zo'n pueblo is een dorpje dat omringd is door velden die de stad van voedsel voorzien. De boerderijen waren alle gecentraliseerd en stonden nooit ver van elkaar af. Deze structuur was noodzakelijk voor zowel de agrarische productiviteit als voor defensie. Om te kunnen overleven in de eenzame vlakten was dit de enige methode. De hedendaagse pueblo's hebben inwoneraantallen van enkele duizenden. In de middeleeuwen werden de pueblo's waarschijnlijk bewoond door enkele honderden inwoners.

### Mexico
Ook het centrale gedeelte van Mexico-Stad wordt vaak aangeduid met de term Pueblo. Dit is het oudste gedeelte van de Mexicaanse hoofdstad, waarin kenmerken van de inheemse bevolking zijn terug te vinden alsmede kenmerken van de eerste Spaanse kolonisten. Het gebied omvat behalve het historisch centrum ook een gedeelte van het omringende gebied Xochimilco. Dit district geldt als het enige tastbare bewijs van de Azteekse stad Tenochtitlan.

### Verenigde Staten
Het Bureau van Indiaanse Zaken erkent alleen gemeenschappen in het zuidwesten van de Verenigde Staten als pueblo's wanneer deze eerder door de koning van Spanje als pueblo werden erkend.